# Rolling Stone
 Denne artikel omhandler omhandler magasinet. For bandet, se The Rolling Stones. For alternative betydninger, se Rolling Stone (flertydig).
Rolling Stone er et amerikansk magasin, der skriver om musik og populærkultur.
Hunter S. Thompson skrev i en årrække for magasinet.

## Liste over de 500 bedste album
I 2003 udgav Rolling Stone en artikel, der beskrev de 500 musikalbum, som man anså for at være de bedste nogensinde. Listen viste sig imidlertid at være kontroversiel, og 
den efterfølgende kritik koncentrerede sig især omkring det følgende: 
- Listen var ifølge kritikerne for fokuseret på rockmusik fra 1960'erne og 1970'erne
- Den lagde for meget vægt på rock på bekostning af fx jazz og hip-hop
- At den indeholdt for meget musik fra USA.
- Listen indeholdt også "greatest hits" opsamlinger ved siden af mere almindelige udgivelser.

På trods af kritikken fik listen dog stadig en vis indflydelse, og fans af bands hvis album var inkluderet på listen, brugte den ofte som et argument for netop deres favoritbands betydning.

## Liste over de 500 bedste numre
I 2004 udgav Rolling Stone en artikel med en liste over de ”500 bedste sange nogensinde”. Listen blev sammensat efter en meningsmåling blandt musikere, kritikere og folk fra musikindustrien. Listen blev, som det var tilfældet med listen over de 500 bedste album, udsat for en del kritik. En sådan liste vil selvfølgelig altid være kontroversiel, da den er begrænset til 500 sange og derfor må udelukke mange af folks personlige favoritnumre. Det mest vedholdende kritikpunkt er listens (nogle vil sige ensidige) fokus på musik fra 1960'erne og 1970'erne.

## Liste over de 100 bedste sangere
Listen blev offentliggjort i 2008; den toppes af de amerikanske blues- og soul artister Aretha Franklin og Ray Charles, efterfulgt af Elvis Presley, Sam Cooke og John Lennon.

## Liste over de 100 bedste guitarister
I 2003 offentliggjorde Rolling Stone en liste over The 100 Greatest Guitarists of All Time.  Efter massiv kritik af, at listen favoriserede amerikanske guitarister opdaterede Rolling Stone i 2009 listen, efter en afstemning i et panel, udvalgt blandt  guitarister og musikeksperter. Top 5 på denne liste bestod af Jimi Hendrix, Eric Clapton, Jimmy Page, Keith Richards og Jeff Beck. Der findes også en liste fra 2011, hvor afstemningskriterierne ikke er angivet. Her var Hendrix stadig nr. 1 foran Duane Allman fra the Allman Brothers Band, B.B. King, Eric Clapton og Robert Johnson.
TIME har præsenteret en liste over de 10 største elektriske guitarister. Også denne liste toppes af Jimi Hendrix, men herefter følger Slash, B.B. King, Keith Richards, Eric Clapton og Jimmy Page.

## Liste over de 15 dårligste plader udsendt af kendte kunstnere
Bladets læsere stemte i 2007 om de dårligste plader udsendt af kendte kunstnere. Den dårligste er Bob Dylans Down In the Groove.